# 法伊利奇
法伊利奇（德語：Feilitzsch，發音：[ˈfaɪlɪtʃ]）是德国巴伐利亚州上弗兰肯行政区霍夫县的市镇，面积30.22平方千米，2023年12月31日人口为2,709人。